# Huta szkła Guardian Częstochowa
Huta szkła Guardian Częstochowa – huta szkła w Częstochowie należąca do amerykańskiego koncernu Guardian Industries.
Zakład został wybudowany w latach 2001–2002. Zajmuje się produkcją szkła typu float wykorzystywanego w branży budowlanej oraz samochodowej. W październiku 2018 roku rozpoczęła się budowa drugiego zakładu, zlokalizowanego obok już istniejącego.